# سان ميلان دي لارا
بلدية سان ميلان دي لارا (بالإسبانية: San Millán de Lara)‏, هي إحدى بلديات مقاطعة برغش, التي تقع في منطقة قشتالة وليون, والتي تقع في شمال غرب إسبانيا.
يبلغ عدد سكانها 75 نسمة وفقاً لإحصائية سنة (2002).